# Roeweriscus paradoxus
Roeweriscus paradoxus är en spindeldjursart som beskrevs av J. Birula 1937. Roeweriscus paradoxus ingår i släktet Roeweriscus och familjen Galeodidae. Inga underarter finns listade i Catalogue of Life.